# 江東之 (萬曆進士)
江東之（1545年—1599年），字長信，號念所，直隸徽州府歙縣人，明朝政治人物。萬曆丁丑進士，曾任御史，有直聲。累官貴州巡撫。

## 生平
嘉靖四十三年（1564年）甲子科應天府鄉試第三十三名舉人，萬曆五年（1577年）丁丑科會試第二十九名，三甲237名進士，由行人擢山东道御史。萬曆十年（1582年）十二月，江東之首先揭發馮保、徐爵，又彈劾僉都御史王宗載與應昌誣陷御史劉臺以諂媚張居正，檢舉邊臣周詠等掩蓋敗績，直聲大震。十二年七月擢光祿寺少卿，十三年六月遷太僕寺少卿。後因上言神宗大峪山寿宫事，被弹劾，贬兵部职方司员外郎。再貶霍州知州，称病辞官。神宗手詔起补鄧州，累遷湖廣佥事，備兵沅州，二十二年正月升南京光禄寺少卿，六月改任大理寺右寺丞，二十三年二月升大理寺右少卿，九月晋左少卿。萬曆二十四年（1596年）正月以都察院右僉都御史、巡撫貴州，二十七年二月被劾致仕免官，因曾派遣指揮楊國柱征討楊應龍戰敗，七月给事中张辅之等人弹劾其贪功浪战，毒众生戎，被褫职为民，永不叙用。抵家後憤恨而卒。

## 著作
東之曾築室瑞金山中。故以瑞陽阿名集，作《瑞陽阿集》10卷。

## 事跡
江東之任行人時，刑部郎中舒邦儒闔家染病而死，僅剩一孤兒，年僅一歲，無人敢過其門。江東之為其發喪，且收養其孤，撫育成人。
萬曆二十六年（1598年），時任貴州巡撫的江東之在貴陽南明河築堤聯結南岸，并在鰲磯石上倡建一樓，名「甲秀樓」，取科甲挺秀之意。其樓屢毀屢建，至今尚存。

## 家族
曾祖江文安；祖父江璀；父江汝楫，前母胡氏；母胡氏。慈侍下。弟東升、東會、東尹、東偉。

## 延伸阅读
[在维基数据编辑]
 《國朝獻徵錄·卷之六十三》，出自焦竑《國朝獻徵錄》
 《明史卷二百三十六》，出自《明史》